# Mitja Okorn
Mitja Okorn, slovenski režiser, scenarist, * 26. januar 1981, Kranj, SFRJ.
Svojo kariero je začel z glasbenimi spoti, specializiral pa se je za romantične filme.

## Zgodnje življenje
Mitja Okorn se je rodil v Kranju 26. januarja 1981. Po opravljeni osnovni šoli je končal srednjo ekonomsko šolo in študiral na Ekonomsko-poslovni šoli Univerze v Ljubljani, nato pa je fakulteto zapustil v tretjem letniku. Na Akademiji za gledališče, radio, film in televizijo (AGRFT) v Ljubljani, osrednji slovenski filmski šoli, ni nikoli študiral. Zelo kritičen je tudi do slovenske kulture in filmske industrije, ki so totalni amaterji, ker ga ignorirajo in ne vlagajo denarja v njegove filmske projekte. 

## Kariera

### 2005: Prvi celovečerec
Kariero je sicer začel leta 2000 z dvema dokumentarcema Not sponsored 1 in Not sponsored 2; s kratkim filmom Flexible pa je bil leta 2002 nagrajen na Motovunski filmskem festivalu. Leta 2005 je na svoj 24. rojstni dan dočakal premiero svojega prvega celovečernega filma Tu pa tam, ki je postal velika uspešnica tako doma kot na filmskem festivalu v Sunderlandu. To mu je odprlo vrata za snemanje oglasov in videospotov za največje evropske glasbene založbe z imeni kot so: Backstage, Select, Kosta, Kocka, Bohem, Elvis Jackson, C.R.A.S.H, Dan D, Alya, Omar Naber in Jah Waggie; od tujih skupin pa za Tamoto.

### 2007: Velik uspeh na Poljskem
Leta 2007 je bil nagrado IYSEY, ki jo podeljuje British Council, nominiran med deset najbolj obetavnih mladih filmskih podjetnikov v Evropi. Takoj za tem je za dva tedna odšel v Wales in London, tam se je predstavil strokovni žiriji in spoznal priznanega hollywoodskega producenta Duncan Kenworthy, ki ga je označil za energičnega mladega režiserja z ogromnim potencialom. Septembra istega leta je bil povabljen na Poljsko s strani komercialne televizije TVN, kjer je kot koscenarist režiral prvo sezone izjemno uspešne serije 39 i pół (2008-09). Za tem je tam posnel celo vrsto oglasov.
Leta 2011 je na Poljskem režiral svoj prvi mednarodni celovečerec, romantično komedijo Pisma sv. Nikolaju (Listy do M.) v distribuciji ITI Cinema, velika uspešnica ki je na Poljskem zaslužil 12 milijonov $. To je bil z 850,000 gledalcev (skupaj preko 2 milijona) najbolj gledan film tistega leta na Poljskem. Z 130 dnevi je to drugi najdlje predvajan film v poljski kinematografiji, samo za Titanikom. Avtorske pravice so bile prodane televijskim postajam na Poljskem, Latviji, Češki in Sloveniji.
Leta 2016 je režiral svoj drugi celovečerec na Poljskem, romantično komedijo Planet samskih v distribuciji Kino Świat, je bil velika komercialna uspešnica tako doma kot tudi v Sloveniji. Med prvim in drugim tednom predvajanja na Poljskem je prodaja kino vstopnici poskočila za kar 156%, največ po letu 1989. Film je bil nominiran za zlatega leva na 41. filmskem festivalu v mestu Gdynia.

### 2017: Hollywoodski prvenec
Leta 2017 je po podpisu pogodbe z znano losangeleško agencijo Gersh v samo 34 dneh zrežiral svoj hollywoodski prvenec Leto življenja (Life in a Year), v katerem nastopata Jaden Smith in Cara Delevingne. Film je doživel premiero šele po treh letih in kljub znanim igralcem je v ameriških medijih ostal neopažen. Označen je bil za generično solzavo romantično dramo s tragičnim koncem, ki se zaradi svoje sterilnosti in odsotnosti kemije med glavnima igralcema ne dotakne gledalca.

## Zasebno
Je poročen in ima hčer.

## Filmografija

### Celovečerni filmi
| Leto | Naslov                           | Naveden kot | Naveden kot | Naveden kot | Distributer                            | Država          |
| Leto | Naslov                           | Režiser     | Producent   | Scenarist   | Distributer                            | Država          |
| ---- | -------------------------------- | ----------- | ----------- | ----------- | -------------------------------------- | --------------- |
| 2005 | Tu pa tam                        | Da          | Da          | Da          | Ljubljanski kinematografi & Planet Tuš | Slovenija       |
| 2011 | Pisma sv. Nikolaju               | Da          | Ne          | Ne          | ITI Cinema                             | Poljska         |
| 2016 | Planet samskih                   | Da          | Ne          | Da          | Kino Świat                             | Poljska         |
| 2020 | Tobulas Pasimatymas              | Ne          | Ne          | Da          | N/A                                    | Litva           |
| 2020 | Wszyscy moi przyjaciele nie zyja | Ne          | Da          | Ne          | Columbia Pictures                      | Združene države |
| 2020 | Leto življenja                   | Da          | Ne          | Ne          | Columbia Pictures                      | Združene države |
| 2021 | Dekleta iz Dubaja                | Ne          | Ne          | Da          | TBD                                    | Poljska         |

### Televizija
| Leto | Naslov   | Naveden kot | Naveden kot | Naveden kot | Program | Država  |
| Leto | Naslov   | Režiser     | Producent   | Scenarist   | Program | Država  |
| ---- | -------- | ----------- | ----------- | ----------- | ------- | ------- |
| 2008 | 39 i pół | Da          | Ne          | Da          | TVN     | Poljska |

## Nagrade in priznanja

### Pisma sv. Nikolaju
- 2011 — Zlata vstopnica - Nagrada združenja poljskih kinematografov (Bilet)
- 2012 — Zlata vstopnica - Nagrada združenja poljskih kinematografov (Bilet)
- 2012 — Nagrada občinstva - Poljski filmski festival v Ameriki (Chicago)
- 2012 — Levji jantar - Poljski filmski festival (Gdynia)
- 2012 — Zlati prstan - Poljski filmski festival komedije (Lubomierz)
- 2012 — Nagrada za režiserja - Poljski filmski festival Ekran (Toronto)
- 2012 — Nagrada občinstva - Poljski filmski festival v Ameriki (Chicago)

### Planet samskih
- 2016 — Nagrada občinstva - Poljski filmski festival v Ameriki (Chicago)
- 2016 — Nagrada za najboljšo komedijo - Poljski filmski festival v Ameriki (Chicago)
- 2016 — Nagrada občinstva - Festival mladinske vzhodnoevropske kinematografije (Cottbus)
- 2016 — Nagrada za najboljši profesionalni celovečerec - Optimistični filmski festival "Multimedijski Happy End" (Čenstohova)
- 2016 — Nagrada občinstva - Srednje in vzhodnoevropski filmski festival "CinEast" (Luksemburg)
- 2016 — Nagrada občinstva - Poljski filmski festival "Wisła" (Moskva)
- 2016 — Nagrada po izboru gledalcev - Poljski filmski festival v Seattlu (Seattle)
- 2016 — Nagrada za najboljši film - Poljski filmski festival "Ekran" (Toronto)